# Артур Ешкин
Артур Ешкин (енгл. Arthur Ashkin; Бруклин, 2. септембар 1922 — Оушан Сити, 21. септембар 2020) био је амерички научник и добитник Нобелове награде за физику који је радио у Беловим лабораторијама и Лусент технолоџис. Ешкин се сматра оцем оптичких пинцета, за које је добио Нобелову награду за физику 2018. године. Постао је најстарији добитник Нобелове награде, са својих 96 година.
Ешкин је започео свој рад на манипулацији микрочестицама са ласерским светлом крајем 1960-их, што је довело до проналаска оптичких пинцета 1986. године. Радио је и на процесу оптичког заробљавања које је на крају коришћено за манипулацију атомима, молекулима и биолошким ћелијама. Кључни феномен је притисак светлости зрачењем; овај притисак се може раздвојити у оптичке градијенте и силе распршивања.